# Нікопольська міська рада
Ні́копольська міська́ ра́да — орган місцевого самоврядування Нікопольської міської громади у Нікопольському районі Дніпропетровської області з адміністративним центром у місті Нікополь.

## Загальні відомості
- Територія ради: 50 км²
- Населення ради: 116 315 осіб (станом на 1 серпня 2015 року)[1]

## Населені пункти
Міській раді підпорядковані населені пункти:
- м. Нікополь

## Склад ради
Рада складається з 42 депутатів та голови.
- Голова ради: Саюк Олександр Іванович
- Секретар ради:

### Керівний склад попередніх скликань
| Ім'я                        | Основні відомості                                                                      | Дата обрання | Дата звільнення |
| --------------------------- | -------------------------------------------------------------------------------------- | ------------ | --------------- |
| Старун Сергій Володимирович | Міський голова, 1958 року народження, безпартійний                                     | 26.03.2006   | 31.10.2010      |
| Токар Руслан Іванович       | Міський голова, 1975 року народження, освіта вища, член партії «Справедлива країна»    | 31.10.2010   | 27.03.2014      |
| Фісак Андрій Петрович       | Міський голова, 1971 року народження, освіта вища, член Блоку Порошенка «Солідарність» | 15.11.2015   | 22.11.2020      |
| Саюк Олександр Іванович     | Міський голова, 1973 року народження, освіта вища, безпартійний                        | 22.11.2020   |                 |

Примітка: таблиця складена за даними сайту Верховної Ради України та ЦВК

### Депутати VII скликання
За результатами місцевих виборів 2015 року депутатами ради стали:

#### За суб'єктами висування
| Партія                                     | Депутатів | %     |
| ------------------------------------------ | --------- | ----- |
| Відродження                                | 12        | 28.57 |
| УКРОП                                      | 8         | 19.05 |
| Блок Порошенка «Солідарність»              | 7         | 16.67 |
| Опозиційний блок (колишня Партія регіонів) | 6         | 14.29 |
| Батьківщина                                | 5         | 11.90 |
| Громадська сила                            | 4         | 9.52  |

#### За округами
| № округу                                                   | Прізвище, ім'я, по батькові    | Дата нар.      | Освіта           | Партійна приналежність                | Відомості                                                                                               |
| ---------------------------------------------------------- | ------------------------------ | -------------- | ---------------- | ------------------------------------- | --- |
| Партія «Відродження»                                       |                                |                |                  |                                       | |
| 13                                                         | Саюк Олександр Іванович        | 14.12.1973     | вища             | «Відродження»                         | Фізична особа-підприємець                                                                               |
| 30                                                         | Піддубний Сергій Олександрович | 12.12.1973     | вища             | «Відродження»                         | Фізична особа-підприємець                                                                               |
| 18                                                         | Базилюк Іван Іванович          | 29.09.1972     | вища             | «Відродження»                         | Фізична особа-підприємець                                                                               |
| 17                                                         | Алейников Леонід Максимович    | 02.01.1956     | вища             | «Відродження»                         | ТОВ «Діоніс», голова ТОВ «Діоніс»                                                                       |
| 40                                                         | Донець Михайло Сергійович      | 17.09.1982     | вища             | «Відродження»                         | Фізична особа-підприємець                                                                               |
| 10                                                         | Заграй Олександр Іванович      | 25.05.1971     | вища             | «Відродження»                         | ТОВ «Екомастер», директор                                                                               |
| 41                                                         | Плашихін Володимир Миколайович | 11.03.1961     | вища             | «Відродження»                         | пенсіонер                                                                                               |
| 9                                                          | Донець Сергій Михайлович       | 21.09.1960     | вища             | «Відродження»                         | Нікопольська міська рада, заступник міського голови                                                     |
| 3                                                          | Бредіхіна Надія Олександрівна  | 23.07.1957     | вища             | «Відродження»                         | КЗ «Нікопольська міська лікарня № 4» ДОР, головний лікар                                                |
| 12                                                         | Обиденна Тетяна Славівна       | 06.06.1969     | вища             | «Відродження»                         | ПАТ «Нікопольський завод феросплавів», заступник начальника цеху виробництва трикотажу                  |
| 33                                                         | Арутюнова Наталя Миколаївна    | 04.09.1980     | вища             | «Відродження»                         | ДФ АБ «Укргазбанк», начальник відділення 185/03 ПАТ АБ «Укргазбанк»                                     |
| 4                                                          | Завгородній Сергій Петрович    | 02.05.1973     | вища             | «Відродження»                         | ПАТ «Нікопольський завод феросплавів», начальник ремонтно-механічного цеху                              |
| ПОЛІТИЧНА ПАРТІЯ «УКРАЇНСЬКЕ ОБ'ЄДНАННЯ ПАТРІОТІВ — УКРОП» |                                |                |                  |                                       | |
| пк                                                         | Бичков Дмитро Олександрович    | 08.10.1983     | вища             | «УКРОП»                               | Федерація футболу Дніпропетровської області, заступник голови                                           |
| 1                                                          | Юхно Максим Сергійович         | 21.03.1982     | вища             | безпартійний                          | ТОВ «Пріоритет-Трейд», директор                                                                         |
| 14                                                         | Романій Євген Сергійович       | 15.06.1987     | вища             | безпартійний                          | Фізична особа-підприємець                                                                               |
| 6                                                          | Кузовий Олександр Вікторович   | 31.12.1983     | вища             | безпартійний                          | Фізична особа-підприємець                                                                               |
| 42                                                         | Загной Андрій Олександрович    | 12.03.1981     | вища             | безпартійний                          | ТОВ «Максіпром Груп», начальник юридичного департаменту                                                 |
| 19                                                         | Варакуда Сергій Володимирович  | 18.08.1992     | вища             | безпартійний                          | Фізична особа-підприємець                                                                               |
| 8                                                          | Скакун Руслан Олександрович    | 23.05.1986     | вища             | безпартійний                          | тимчасово не працює                                                                                     |
| 31                                                         | Андрощук Павло Олександрович   | 22.08.1957     | вища             | безпартійний                          | Голова правления ОСББ «Лота»                                                                            |
| ПАРТІЯ "БЛОК ПЕТРА ПОРОШЕНКА «СОЛІДАРНІСТЬ»                |                                |                |                  |                                       | |
| align="center"                                             | style="white-space: nowrap"    | align="center" |                  |                                       | |
| 26                                                         | Шило Олег Ігорович             | 30.03.1980     | вища             | БПП «Солідарність»                    | Комунальне підприємство «Ритуальна служба» Нікопольської міської ради, заступник директора              |
| 11                                                         | Чиков Тарас Вікторович         | 30.08.1972     | вища             | безпартійний                          | Фізична особа-підприємець                                                                               |
| 22                                                         | Каращук Олена Миколаївна       | 08.01.1962     | вища             | БПП «Солідарність»                    | Фізична особа-підприємець                                                                               |
| 38                                                         | Якимець Руслан Миколайович     | 27.12.1980     | вища             | безпартійний                          | Приватне акціонерне товариство «СЕНТРАВІС ПРОДАКШН ЮКРЕЙН», керівник відділу економічної безпеки        |
| 7                                                          | Коник Ольга Василівна          | 27.10.1966     | вища             | безпартійна                           | Нікопольська міська рада, заступник міського голови                                                     |
| 14                                                         | Мусаткіна Ольга Анатоліївна    | 11.07.1973     | вища             | безпартійна                           | Фізична особа-підприємець                                                                               |
| 39                                                         | Тутуров Євген Сергійович       | 24.07.1988     | вища             | БПП «Солідарність»                    | Нікопольська міська рада, начальник відділу контролю                                                    |
| Політична Партія «Опозиційний блок»                        |                                |                |                  |                                       | |
| пк                                                         | Марченко Сергій Олександрович  | 14.06.1961     | вища             | «Опозиційний блок»                    | Приватне підприємство виробнича комерційна фірма «Сігран», генеральний директор                         |
| 1                                                          | Шулім Валентина Григорівна     | 18.05.1959     | загальна середня | «Опозиційний блок»                    | пенсіонер                                                                                               |
| 29                                                         | Іврина Олена Львівна           | 07.03.1960     | вища             | «Опозиційний блок»                    | Приватний підприємець, адвокат, приватний підприємець                                                   |
| 28                                                         | Сущенко Дмитро Сергійович      | 15.02.1979     | вища             | безпартійний                          | Товариство з обмеженою відповідальністю ІНТЕРПАЙП «НІКО ТЬЮБ», помічник директора з економічної безпеки |
| 2                                                          | Осика Дмитро Сергійович        | 10.12.1984     | вища             | безпартійний                          | Приватний підприємець                                                                                   |
| 35                                                         | Соколов Олександр Анатолійович | 09.05.1973     | вища             | безпартійний                          | тимчасово не працює                                                                                     |
| політична партія Всеукраїнське об'єднання «Батьківщина»    |                                |                |                  |                                       | |
| пк                                                         | Разін Олександр Миколайович    | 16.03.1964     | вища             | ВО «Батьківщина»                      | Нікопольська міська організація ВО «Батьківщина», тОВ «Мисливець», голова Директор                      |
| 39                                                         | Доброродній Анатолій Федорович | 10.06.1946     | загальна середня | ВО «Батьківщина»                      | ПП «Дума», директор                                                                                     |
| 23                                                         | Мотриченко Юлія Федорівна      | 02.03.1976     | вища             | ВО «Батьківщина»                      | Фізична особа-підприємець                                                                               |
| 4                                                          | Лапонов Андрій Анатолійович    | 01.12.1978     | вища             | ВО «Батьківщина»                      | Міжнародний благодійний фонд «Безпека Країни», керівник напрямку                                        |
| 37                                                         | Васкул Василь Миколайович      | 09.01.1958     | вища             | ВО «Батьківщина»                      | Приватне підприємство «Скіфія», директор                                                                |
| Партія «Громадська сила»                                   |                                |                |                  |                                       | |
| пк                                                         | Колесник Вадим Геннадійович    | 03.02.1974     | вища             | «Громадська сила»                     | Фізична особа-підприємець                                                                               |
| 16                                                         | Рибаков Олександр Михайлович   | 03.01.1961     | вища             | безпартійний (раніше Партія регіонів) | пенсіонер                                                                                               |
| 15                                                         | Пінчук Володимир Олександрович | 22.04.1974     | вища             | безпартійний                          | Комунальне підприємство «Центр Соціальної Торгівлі» Нікопольської міської ради, директор                |
| 6                                                          | Тихенко Сергій Віталійович     | 25.09.1968     | вища             | безпартійний                          | Товариство з обмеженою відповідальністю «НІКО-АРС», комерційний директор                                |

### Депутати VI скликання
За результатами місцевих виборів 2010 року депутатами ради стали:

#### За суб'єктами висування
| Суб'єкт висування                             | Кількість обраних депутатів | %    |
| --------------------------------------------- | --------------------------- | ---- |
| Партія регіонів                               | 29                          | 48,3 |
| Партія «Україна Майбутнього»                  | 9                           | 15   |
| Партія Всеукраїнське об'єднання «Батьківщина» | 6                           | 10   |
| Партія «Справедлива країна»                   | 6                           | 10   |
| Комуністична партія України                   | 4                           | 6,7  |
| Партія «Сильна Україна»                       | 3                           | 5    |
| Партія «Фронт Змін»                           | 2                           | 3,3  |
| Партія «Віче»                                 | 1                           | 1,7  |

#### За округами
| № округу                                                | Прізвище, ім'я, по батькові         | Дата визнання обраним | Освіта             | Партійна приналежність | Відомості про обраного депутата                                                                                |
| ------------------------------------------------------- | ----------------------------------- | --------------------- | ------------------ | ---------------------- | --- |
| Комуністична партія України                             |                                     |                       |                    |                        | |
| б/м                                                     | Багрій Володимир Прохорович         | 05.11.2010            | вища               | КПУ                    | пенсіонер |
| б/м                                                     | Забігайло Василь Іванович           | 05.11.2010            | вища               | КПУ                    | виконком міської ради, перший помічник міського голови                                                         |
| б/м                                                     | Чаплицька Ганна Вікторівна          | 05.11.2010            | вища               | позапартійна           | Нікопольська філія ПАТ КБ «Приватбанк», директор                                                               |
| 3                                                       | Журавльов Андрій Вікторович         | 05.11.2010            | вища               | позапартійний          | ЗАТ трубний завод ВСМПО-АВІСМА, директор з виробництва                                                         |
| Партія «Віче»                                           |                                     |                       |                    |                        | |
| 14                                                      | Каряка Леонід Григорович            | 05.11.2010            | вища               | Партія «Віче»          | Нікопольська середня загальноосвітня школа I-III ст. № 6, директор                                             |
| Партія регіонів                                         |                                     |                       |                    |                        | |
| б/м                                                     | Горяна Валентина Вікторівна         | 05.11.2010            | вища               | Партія регіонів        | Нікопольська міська рада, секретар                                                                             |
| б/м                                                     | Мальченко Олександр Степанович      | 05.11.2010            | вища               | Партія регіонів        | міська партійна організація ПР, голова депутатської фракції                                                    |
| б/м                                                     | Шахматова Тамара Володимирівна      | 05.11.2010            | вища               | Партія регіонів        | ПВНЗ «Європейський університет», директор                                                                      |
| б/м                                                     | Обиденна Тетяна Славівна            | 05.11.2010            | вища               | Партія регіонів        | виконавчий комітет Нікопольської міської ради, заступник міського голови                                       |
| б/м                                                     | Кравець Володимир Миколайович       | 05.11.2010            | вища               | Партія регіонів        | приватний підприємець                                                                                          |
| б/м                                                     | Вербицький Олександр Олександрович  | 05.11.2010            | вища               | Партія регіонів        | тимчасово не працює                                                                                            |
| б/м                                                     | Камбур Василь Олексійович           | 05.11.2010            | вища               | Партія регіонів        | Нікопольська міська рада, начальник відділу освіти та науки                                                    |
| б/м                                                     | Лютик Віталій Ярославович           | 05.11.2010            | вища               | Партія регіонів        | ЗАТ «Сентравіс Продакшин юкрейн», директор по управлінню персоналом і адміністративним питанням                |
| б/м                                                     | Єфремов Павло Іванович              | 05.11.2010            | вища               | Партія регіонів        | ВАТ «Нікопольський завод феросплавів», начальник цеху                                                          |
| б/м                                                     | Облогін Дмитро Павлович             | 05.11.2010            | вища               | Партія регіонів        | Нікопольські електричні мережі, начальник                                                                      |
| б/м                                                     | Івріна Олена Львівна                | 05.11.2010            | вища               | Партія регіонів        | Нікопольська філія юридичного факультету Одеської Національної Юридичної Академії, старший викладач            |
| 1                                                       | Шулім Валентина Григорівна          | 05.11.2010            | середня спеціальна | Партія регіонів        | квартальний комітет, голова                                                                                    |
| 4                                                       | Тихенко Сергій Віталійович          | 05.11.2010            | вища               | Партія регіонів        | ПП «Аварійна служба», директор                                                                                 |
| 5                                                       | Соломаха Олена Анатоліївна          | 05.11.2010            | вища               | Партія регіонів        | Нікопольська міська лікарня № 1, заступник головного лікаря                                                    |
| 6                                                       | Заграй Олександр Іванович           | 05.11.2010            | вища               | Партія регіонів        | приватний підприємець                                                                                          |
| 7                                                       | Кисельова Раїса Михайлівна          | 05.11.2010            | вища               | Партія регіонів        | Палац урочистих подій, директор                                                                                |
| 8                                                       | Алюшин Олексій Анатолійович         | 05.11.2010            | вища               | Партія регіонів        | КП «Західне», заступник директора                                                                              |
| 9                                                       | Саюк Олександр Іванович             | 05.11.2010            | вища               | Партія регіонів        | приватний підприємець                                                                                          |
| 10                                                      | Крамаренко Любов Іванівна           | 05.11.2010            | вища               | Партія регіонів        | Нікопольське училище Криворізького державного педагогічного університету, директор                             |
| 12                                                      | Рибаков Олександр Михайлович        | 05.11.2010            | вища               | Партія регіонів        | ТОВ «Арсенал», юрист                                                                                           |
| 13                                                      | Алейников Леонід Максимович         | 05.11.2010            | вища               | Партія регіонів        | ТОВ «Діоніс», голова правління                                                                                 |
| 15                                                      | Ребриш Ігор Васильович              | 05.11.2010            | вища               | Партія регіонів        | ВАТ «НЗФ», майстер                                                                                             |
| 16                                                      | Бовкун Євген Іванович               | 05.11.2010            | вища               | Партія регіонів        | ВАТ «НЗФ», директор з юридичних та корпоративних питань                                                        |
| 18                                                      | Журавльов Віталій Юрійович          | 05.11.2010            | вища               | позапартійний          | Нікопольський відділ по боротьбі з організованою злочинністю УБОЗ Дніпропетровської області, начальник відділу |
| 20                                                      | Пастухова Ольга Євгенівна           | 05.11.2010            | вища               | Партія регіонів        | КНЗ «Нікопольський дитячий будинок для дітей сиріт та дітей які залишилися без піклування батьків», директор   |
| 24                                                      | Петровенко Ірина Геннадіївна        | 05.11.2010            | вища               | Партія регіонів        | Нікопольський хлібокомбінат, директор                                                                          |
| 25                                                      | Приймак Андрій Вікторович           | 05.11.2010            | вища               | Партія регіонів        | Нікопольське міське управління юстиції, начальник                                                              |
| 26                                                      | Марченко Сергій Олександрович       | 05.11.2010            | вища               | Партія регіонів        | Нікопольський завод електрозварювальних труб, директор                                                         |
| 27                                                      | Метер Михайло Аркадійович           | 05.11.2010            | вища               | Партія регіонів        | районна державна адміністрація, перший заступник                                                               |
| Політична партія Всеукраїнське об'єднання «Батьківщина» |                                     |                       |                    |                        | |
| б/м                                                     | Разін Олександр Миколайович         | 05.11.2010            | вища               | ВО «Батьківщина»       | ТОВ «Мисливець», директор                                                                                      |
| б/м                                                     | Бабанін Олександр Іванович          | 05.11.2010            | вища               | ВО «Батьківщина»       | приватний підприємець                                                                                          |
| б/м                                                     | Пресмицький Олександр Олександрович | 05.11.2010            | вища               | ВО «Батьківщина»       | приватне підприємство «Південь-енергоресурс», генеральний директор                                             |
| б/м                                                     | Гришин Олександр Анатолійович       | 05.11.2010            | вища               | ВО «Батьківщина»       | приватний підприємець                                                                                          |
| б/м                                                     | Антонова Олена Анатоліївна          | 05.11.2010            | вища               | ВО «Батьківщина»       | комунальне підприємство «Спорт для всіх», директор                                                             |
| 28                                                      | Доброродній Анатолій Федорович      | 05.11.2010            | середня            | ВО «Батьківщина»       | приватне підприємство «Дума», директор                                                                         |
| Політична партія «Сильна Україна»                       |                                     |                       |                    |                        | |
| б/м                                                     | Тимошенко Сергій Миколайович        | 05.11.2010            | вища               | «Сильна Україна»       | АТ (приватне) Страхова група «ТАС», директор                                                                   |
| б/м                                                     | Соколенко Володимир Іванович        | 05.11.2010            | вища               | «Сильна Україна»       | ПП «Бест», директор                                                                                            |
| 29                                                      | Плашихін Володимир Миколайович      | 05.11.2010            | вища               | «Сильна Україна»       | приватний підприємець                                                                                          |
| Політична партія «Справедлива країна»                   |                                     |                       |                    |                        | |
| б/м                                                     | Токар Світлана Миколаївна           | 05.11.2010            | вища               | «Справедлива країна»   | інспекція управління архітектури та містобудування виконкому Нікопольської міської ради, начальник             |
| б/м                                                     | Колесник Вадим Геннадійович         | 05.11.2010            | вища               | позапартійний          | ТОВ «АЙ ТЕМС-08», директор                                                                                     |
| б/м                                                     | Кобиляцький Микола Олександрович    | 05.11.2010            | вища               | позапартійний          | відділ планування НЗФ, начальник                                                                               |
| б/м                                                     | Осика Дмитро Сергійович             | 05.11.2010            | вища               | позапартійний          | молодіжна організація БК «Кайман», віце-президент                                                              |
| 2                                                       | Бевз Дмитро Вікторович              | 05.11.2010            | вища               | позапартійний          | Марганецький воєнізований гірничорятувальний (аварійно рятувальний) загін, помічник командира взводу           |
| 17                                                      | Близнюк Анжела Михайлівна           | 05.11.2010            | вища               | позапартійна           | благодійний фонд підтримки та розвитку громади Нікопольського регіону «Меценат», директор                      |
| Політична партія «Україна Майбутнього»                  |                                     |                       |                    |                        | |
| б/м                                                     | Фісак Андрій Петрович               | 05.11.2010            | вища               | позапартійний          | ПрАТ «Агропроммаш», член наглядової ради                                                                       |
| б/м                                                     | Бичков Дмитро Олександрович         | 05.11.2010            | вища               | позапартійний          | ПрАТ «Агропроммаш», юрисконсульт                                                                               |
| б/м                                                     | Дьомочкін Дмитро Віталійович        | 05.11.2010            | вища               | позапартійний          | ВАТ «Нікопольський завод феросплавів», директор з персоналу та соціальних питань                               |
| 11                                                      | Фомін Юрій Анатолійович             | 05.11.2010            | вища               | позапартійний          | ЦСО ТОВ Компанія «Лікс», директор                                                                              |
| 19                                                      | Чаплигін Дмитро Володимирович       | 05.11.2010            | вища               | позапартійний          | ВАТ «НЗФ», начальник ЦЕМ                                                                                       |
| 21                                                      | Шило Олег Ігорович                  | 05.11.2010            | вища               | позапартійний          | ВАТ «Укртелеком», економіст з фінансової роботи                                                                |
| 22                                                      | Кисельов Валерій Петрович           | 05.11.2010            | вища               | позапартійний          | ВАТ «НЗФ», завідувач студії                                                                                    |
| 23                                                      | Піддубний Сергій Олександрович      | 05.11.2010            | вища               | позапартійний          | приватний підприємець                                                                                          |
| 30                                                      | Бевз Олександр Іванович             | 05.11.2010            | вища               | позапартійний          | КУОЗ «Нікопольська міська лікарня № 1», головний лікар                                                         |
| Політична партія «Фронт Змін»                           |                                     |                       |                    |                        | |
| б/м                                                     | Кириченко Олег Володимирович        | 05.11.2010            | вища               | «Фронт Змін»           | ТОВ «НЄОН», директор                                                                                           |
| б/м                                                     | Бредихіна Надія Олександрівна       | 05.11.2010            | вища               | позапартійна           | Нікопольська міська лікарня № 4, головний лікар                                                                |